# Pygopleurus sinaicus
Pygopleurus sinaicus är en skalbaggsart som beskrevs av Rudolph Petrovitz 1957. Pygopleurus sinaicus ingår i släktet Pygopleurus och familjen Glaphyridae. Inga underarter finns listade i Catalogue of Life.